# 彬與瑛
《彬與瑛》，日本小說家池井戶潤創作的經濟題材小說。
2017年7月，由WOWOW電視台翻拍為電視連續劇。
2022年8月，翻拍為電影，由竹內涼真與橫濱流星雙主演。

## 小說概要
《彬與瑛》改編自作家池井戶潤在月刊小說雜誌《問題小說》上連載的同名作品，描繪了兩個同名的銀行員交織的“宿命”。其他同時期作品包括《夏洛克的孩子們》、《飛上天空的輪胎》、《鐵之骨》等
然而，在連載完結後的8年間也沒有出版成書籍。但因為制作成電視劇，最後在2017年5月出版成書籍。本作描寫由1970年代初至2000年初的30年間，包括石油危機、泡沫經濟及失落的十年。

## 主要角色
階堂彬
大企業的二代。
山崎瑛
被惡劣命運擺佈的中小型工廠兒子。

## 電視劇
2017年7月9日-2017年9月3日於WOWOW電視台上播映，改編自池井戶潤原作小說，全9集

### 登場人物

#### 主要人物
- 階堂彬：向井理（少年：小野寺晃良、童年：大西利空）（香港配音：曹啟謙、林筠翔（少年）、林元春（童年））

大企業東海郵船社長的兒子，產業中央銀行的新職員。
- 山崎瑛：齋藤工（少年：神尾楓珠、童年：石川樹（日语：石川樹））（香港配音：梁偉德、李震權（少年）、詹健兒（童年））

產業中央銀行的新職員，父親經營的公司倒閉後，過着很悲慘的人生，但竭盡全力、努力抓住機会。

#### 階堂家
- 階堂龍馬：賀來賢人（童年：込江海翔）（香港配音：李致林）

階堂彬的弟弟。
- 階堂一磨：石丸幹二（香港配音：潘文柏）

階堂彬的父親。 東海郵船社長。
- 階堂晉：木下鳳華（日语：木下ほうか）（香港配音：葉振聲）

階堂一磨的的弟弟。 東海旭日商會社長。
- 階堂崇：堀部圭亮（日语：堀部圭亮）（香港配音：陳欣）

階堂一磨的弟弟。 東海旭觀光社長。
- 階堂幸子：床嶋佳子（日语：床嶋佳子）（香港配音：許盈）

階堂彬的母親。
- 階堂雅伸：品川徹（日语：品川徹）（香港配音：盧國權）

階堂彬的爺爺。 東海郵船前社長。

#### 山崎家
- 山崎孝造：松重豐（香港配音：朱子聰）

山崎瑛的父親。
- 山崎良子：長野里美（日语：長野里美）（香港配音：黃麗芳）

山崎瑛的母親。
- 山崎千春：石井薰子（日语：石井薰子）（香港配音：羅孔柔）

山崎瑛的妹妹
- 利治：山田明鄉（日语：山田明郷）（香港配音：黃子敬）

山崎瑛的爺爺。

#### 產業中央銀行
- 安堂章二：小泉孝太郎（香港配音：麥皓豐）

人事部。階堂彬的家庭教師。
- 水島康娜：瀧本美織（香港配音：詹健兒）
- 羽根田一雄：永島敏行（香港配音：馮志輝）

融資部長。
- 小島直巳：相島一之（日语：相島一之）（香港配音：馮錦堂）

本部營業四課。
- 伴埜弘道：松尾諭（香港配音：劉昭文）

本部營業四課。
- 野崎：飯田基祐（日语：飯田基祐）（香港配音：張錦江）

本部營業四課。
- 不動公康：利重剛（日语：利重剛）（香港配音：張炳強）

日本橋分部副支店長。
- 上原：高橋洋（香港配音：葉振聲）

日本橋分部。
- 蒲原義一：入江雅人（日语：入江雅人）（香港配音：劉昭文）

靜岡分部。
- 根木康司：戶田昌宏（日语：戸田昌宏）（香港配音：陳廷軒）

靜岡分部。

#### 北村家
- 北村亞衣：田中麗奈（少年：山田杏奈）（香港配音：張頌欣）

山崎瑛學生時代的同級生。醫生。
- 北村和夫：尾美利德（香港配音：招世亮）

K's Food副社長。

#### 東海郵船
- 小西：螢雪次朗（日语：螢雪次朗）（香港配音：張炳強）

東海郵船常務 → 主席。
- 難波：大高洋夫（日语：大高洋夫）（香港配音：馮志輝）

東海郵船經理部長。
- 秋本：小須田康人（日语：小須田康人）（香港配音：馮錦堂）
- 日高：溫水洋一（香港配音：黃子敬）
- 紀田：鶴見辰吾（香港配音：譚炳文）

東海商會的經營顧問。
- 宮本：西澤仁太（日语：西沢仁太）（香港配音：蕭徽勇）

#### 其他
- 澤渡裕行：上川隆也（友情出演）（香港配音：陳廷軒）

大日啤酒企劃戰略。
- 井口政信：官川一朗太（日语：官川一朗太）（香港配音：李錦綸）

井口製作所社長。
- 德田：野間口徹（日语：野間口徹）（香港配音：雷霆）

角田製藥經理部長。
- 瀧澤比呂志：森田甘路（日语：森田甘路）（少年：前田航基）（香港配音：周倚天）
- 工藤武志：長谷川朝晴（日语：長谷川朝晴）（香港配音：劉奕希）
- 長島隆三：小市慢太郎（香港配音：李錦綸）
- 江幡：羽場裕一（日语：羽場裕一）（香港配音：雷霆）
- 島村：大河內浩（日语：大河内浩）（香港配音：陳永信）
- 保原：木下隆行（日语：木下隆行）（香港配音：劉昭文）
- 上畑：濱田晃（日语：浜田晃）（香港配音：譚炳文）

每日廚房社長。

### 工作人員
- 編劇：前川洋一
- 導演：水谷俊之、鈴木浩介
- 音樂：羽岡佳

#### 播出日程
| 集數   | 播出日期 |
| ------ | -------- |
| 1      | 7月9日   |
| 2      | 7月16日  |
| 3      | 7月23日  |
| 4      | 7月30日  |
| 5      | 8月6日   |
| 6      | 8月13日  |
| 7      | 8月20日  |
| 8      | 8月27日  |
| 最終話 | 9月3日   |

## 電影

### 演員
- 山崎瑛：竹內涼真
- 階堂彬：橫濱流星
- 階堂龍馬：高橋海人（King & Prince）
- 水島康娜：上白石萌歌
- 階堂崇：兒嶋一哉
- 工藤武史：滿島真之介
- 保原茂久：塚地武雅
- 井口雅信：宇野祥平
- 階堂聰美：戶田菜穗
- 山崎孝造：杉本哲太
- 山崎淑子：酒井美紀
- 井口由子：馬渕英里何
- 羽根田一雄：奥田瑛二
- 階堂一磨： 石丸幹二
- 階堂晋：中山裕介
- 不動公二：江口洋介

### 製作人員
- 原作：池井戶潤『彬與瑛』（集英社文庫）
- 導演：三木孝浩
- 編劇：池田奈津子
- 配樂：大間間昂
- 總製作人：臼井央
- 企劃・製作人：青木泰憲
- 製作人：馮年、大瀧亮、加茂義隆、川田尚廣
- 攝影：柳田裕男
- 美術：禪洲幸久
- 音效：久連石由文
- 燈光：宮尾康史
- 剪輯：柳沢竜也
- 副導演：サノキング
- 場記：谷恵子
- 音樂製作：杉田寿宏
- 副製作：本多航大
- 裝飾：鈴木仁
- 衣装：浜辺みさき
- 宣傳製作：土肥直人
- 媒體宣傳：飯島真知子
- 發行：東寶
- 製作公司：TOHO Studio
- 製作：「彬與瑛」製作委員会

### 主題曲
back number（日本環球音樂 / Universal Sigma）

## 外部連結

### 電視劇
- 《彬與瑛》WOWOW電視台官方網站 （页面存档备份，存于）（日語）
- 電視劇的X（前Twitter）

### 電影
- 電影官方網站
- 東寶官方介紹 （页面存档备份，存于）
- 電影的X（前Twitter）

| 日本 WOWOW 連續劇W                                                            | 日本 WOWOW 連續劇W                  | 日本 WOWOW 連續劇W |
| ----------------------------------------------------------------------------- | ----------------------------------- | ------------------ |
|                                                                               | 彬與瑛 （2017.07.09 - 2017.09.03 ） |                    |
| 東海電視台×WOWOW 共同製作連續劇 犯罪症候群 Season2 （2017.06.11 - 2017.07.02) | 沉默法廷 （2017.09.24 - ）          |                    |

| 香港 myTV SUPER日劇台 星期一 13:30 - 14:30、16:30 - 17:30、19:30 - 20:30及22:30 - 23:30 | 香港 myTV SUPER日劇台 星期一 13:30 - 14:30、16:30 - 17:30、19:30 - 20:30及22:30 - 23:30 | 香港 myTV SUPER日劇台 星期一 13:30 - 14:30、16:30 - 17:30、19:30 - 20:30及22:30 - 23:30 |
| --------------------------------------------------------------------------------------- | --------------------------------------------------------------------------------------- | --------------------------------------------------------------------------------------- |
|                                                                                         | 彬與瑛 （2017.09.18 - 2017.11.13 ）                                                     |                                                                                         |
| 三個奶爸 （2017.08.14 - 2017.09.11）                                                    | 問題室友 （2017.11.20－）                                                               |                                                                                         |